# Дисперсионно-твердеющие сплавы
Дисперсионно-твердеющие сплавы (англ. dispersion hardened alloys) — сплавы, прочность которых определяется дисперсными частицами, выделяющимися из пересыщенного твёрдого раствора в виде новой фазы.

## Описание
Дисперсионно-твердеющие сплавы являются частным случаем дисперсионноупрочненных материалов, имеющих структуру, существенным элементом которой служат наночастицы, тормозящие движение дислокаций, и отличаются способом получения подобных структур.
Пересыщенный твёрдый раствор получают закалкой от температуры гомогенизации. Затем он подвергается старению путем отжига, при этом выделяются наночастицы, каждая из которых содержит 100–1000 атомов. Пластическая деформация такого сплава и продвижение дислокаций происходят либо с перерезанием частицы, если ее размер достаточно мал (соответствующее касательное напряжение определяется свойствами материала частицы), либо с ее огибанием с образованием петли на достаточно большой частице (в этом случае критическое напряжение определяется расстоянием между частицами). С увеличением времени старения размер частиц возрастает и происходит переход от первого механизма продвижения дислокаций ко второму. Дисперсионно-твердеющие сплавы достигают максимума прочности на той стадии старения, которая формирует структуру, деформирующуюся по первой схеме, непосредственно перед переходом к структуре второго типа.
Дисперсионно-твердеющие алюминиевые сплавы (дуралюмины), основными легирующими элементами которых являются медь и магний, были, по-видимому, одним из первых примеров получения контролируемой наноструктуры металлических сплавов с целью повышения их прочности. Вторым исторически важным примером такого типа сплавов являются первые жаропрочные никелевые сплавы для газотурбинных авиадвигателей — нимоники (основные легирующие элементы никелевой матрицы — хром, титан и алюминий).